# موزه هنرهای زیبای مولوز
موزه هنرهای زیبا مولوز (به فرانسوی: Musée des beaux-arts de Mulhouse) یک موزه هنری در شهر مولوز، فرانسه است.
این موزه که در سال ۱۸۶۴ افتتاح شده از نقاشی‌های قرون وسطی تا به امروز را شامل میشود، تابلوهای نقاشانی همچون ویلیام-آدولف بوگرو، اتین دینت، گوستاو کوربه، گوستاو دوره، اوژن بودن، کیس فان دنگن، آلبر گلز، اتون فریس، لوئیس والتات، کامیل آلفرد پابست و آلبر مارکه در موزه هنرهای زیبا مولوز نگه‌داری میشود.

## نگارخانه

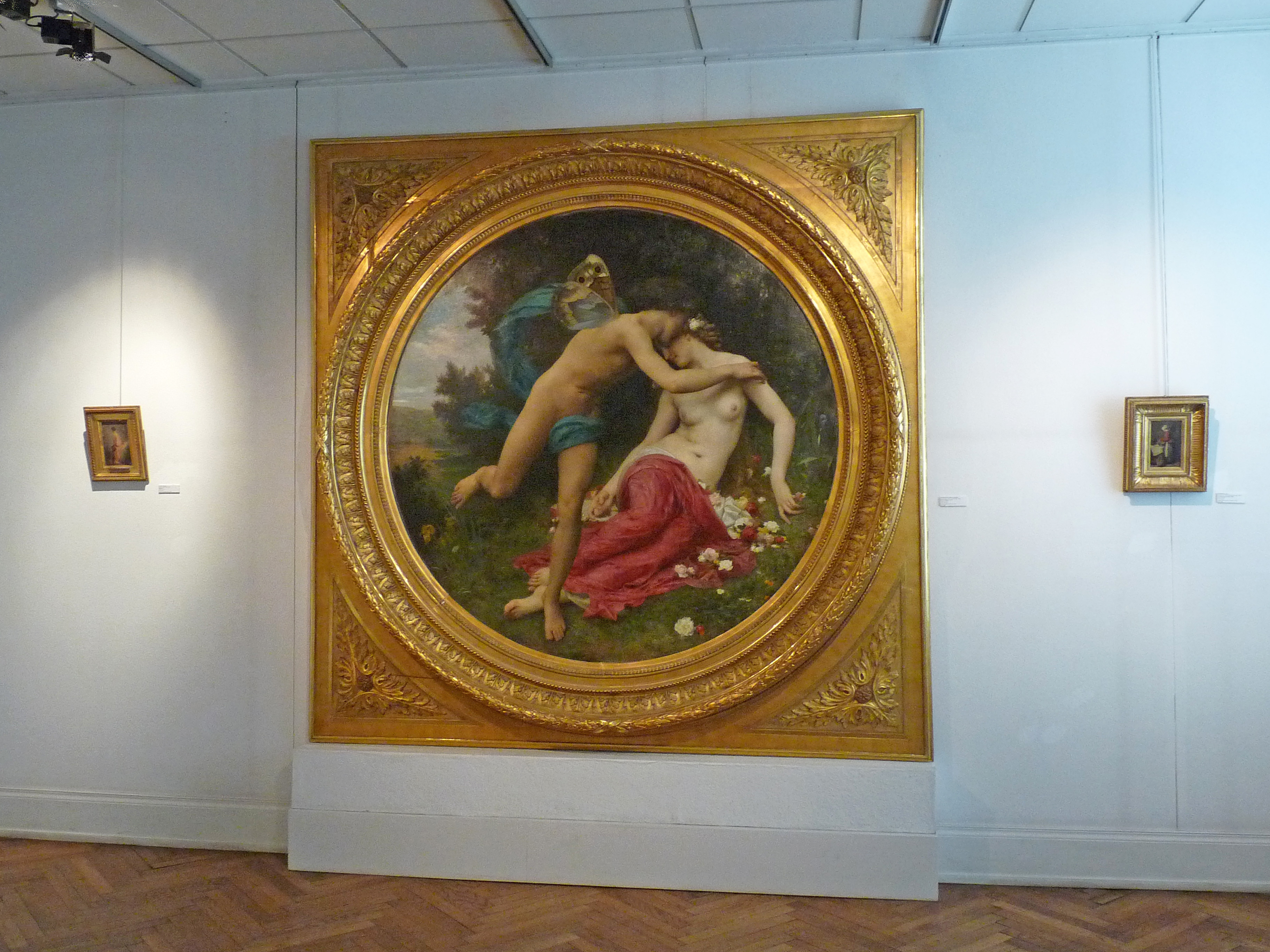
اثر ویلیام-آدولف بوگرو
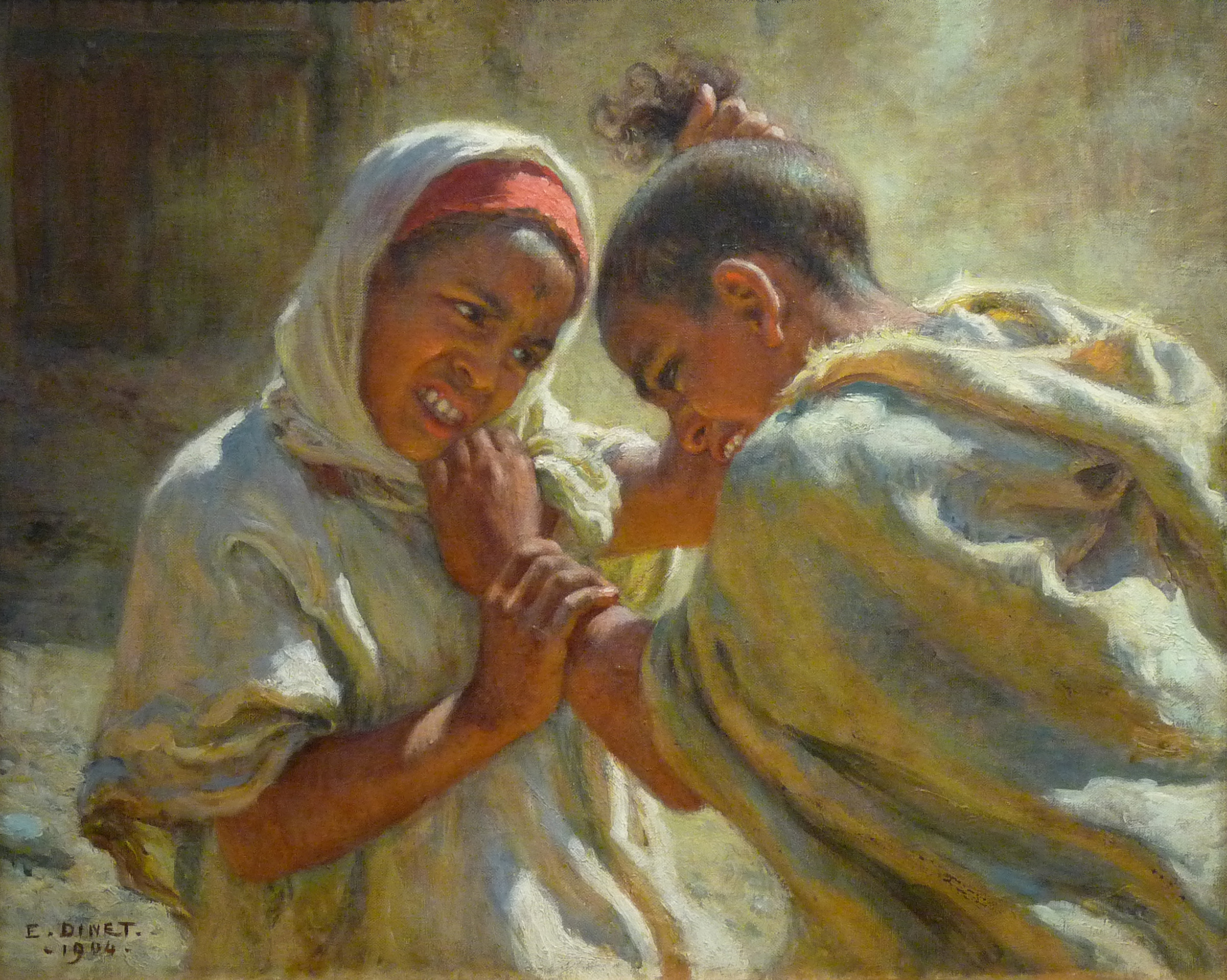
اثر اتین دینت
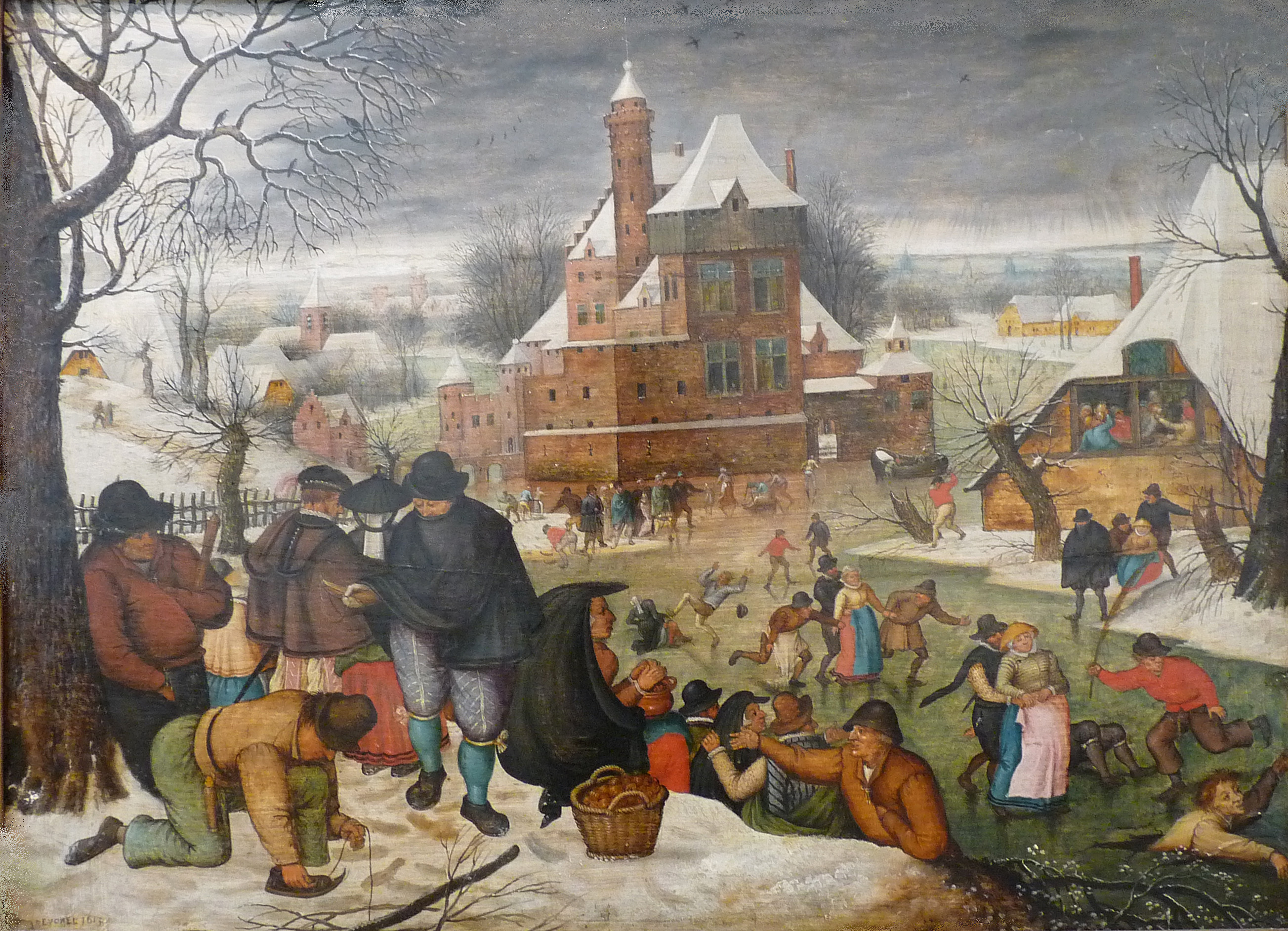
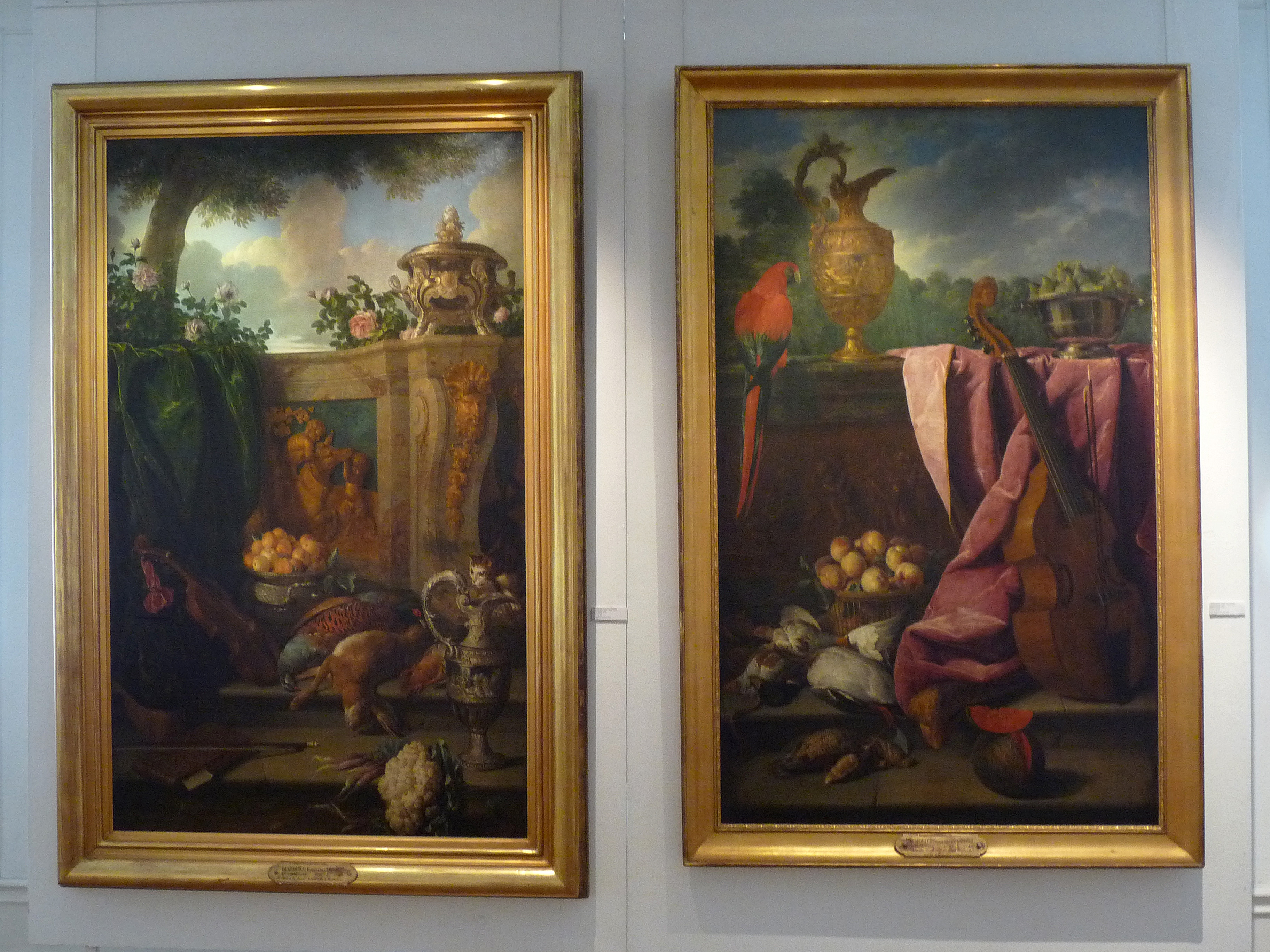
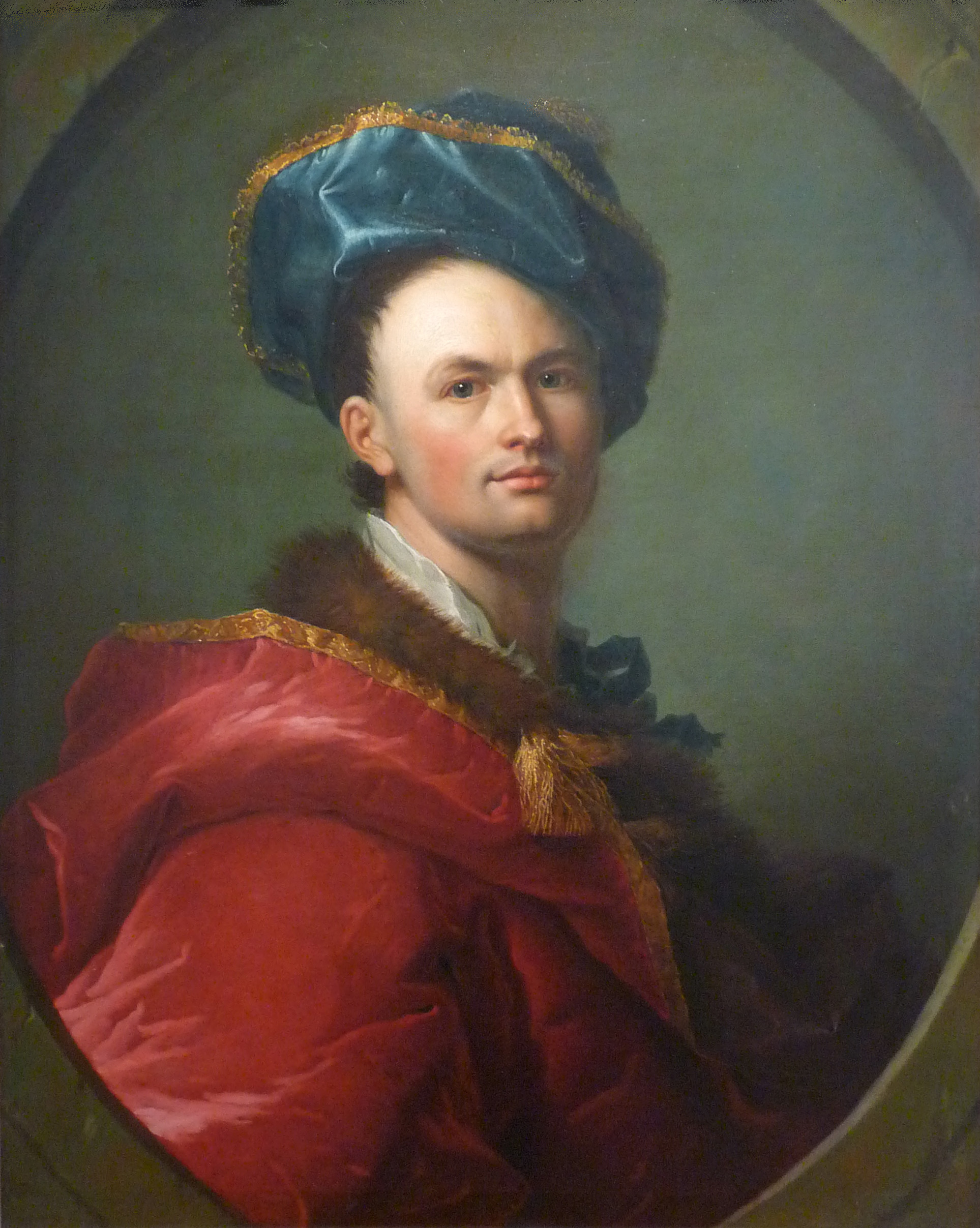
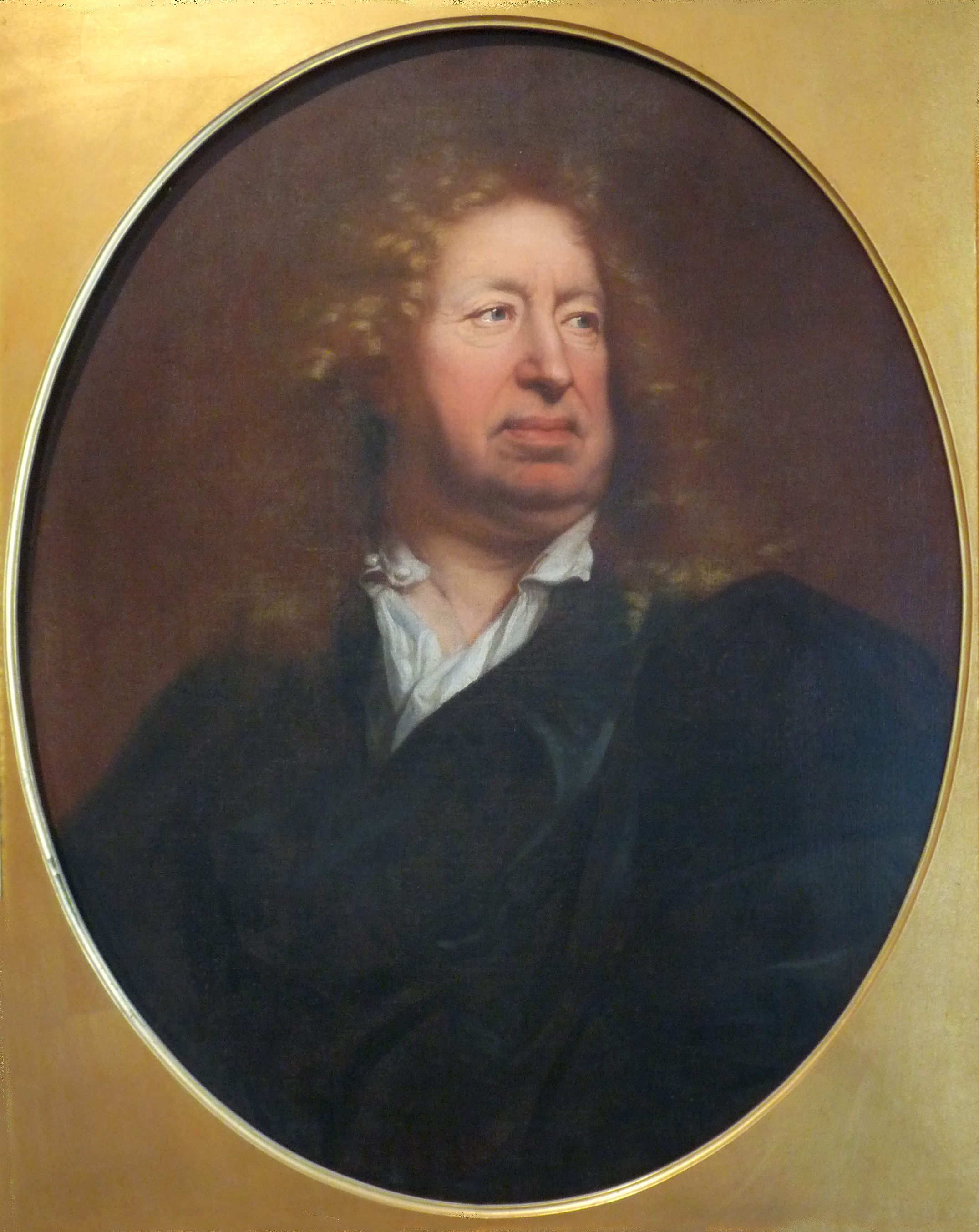
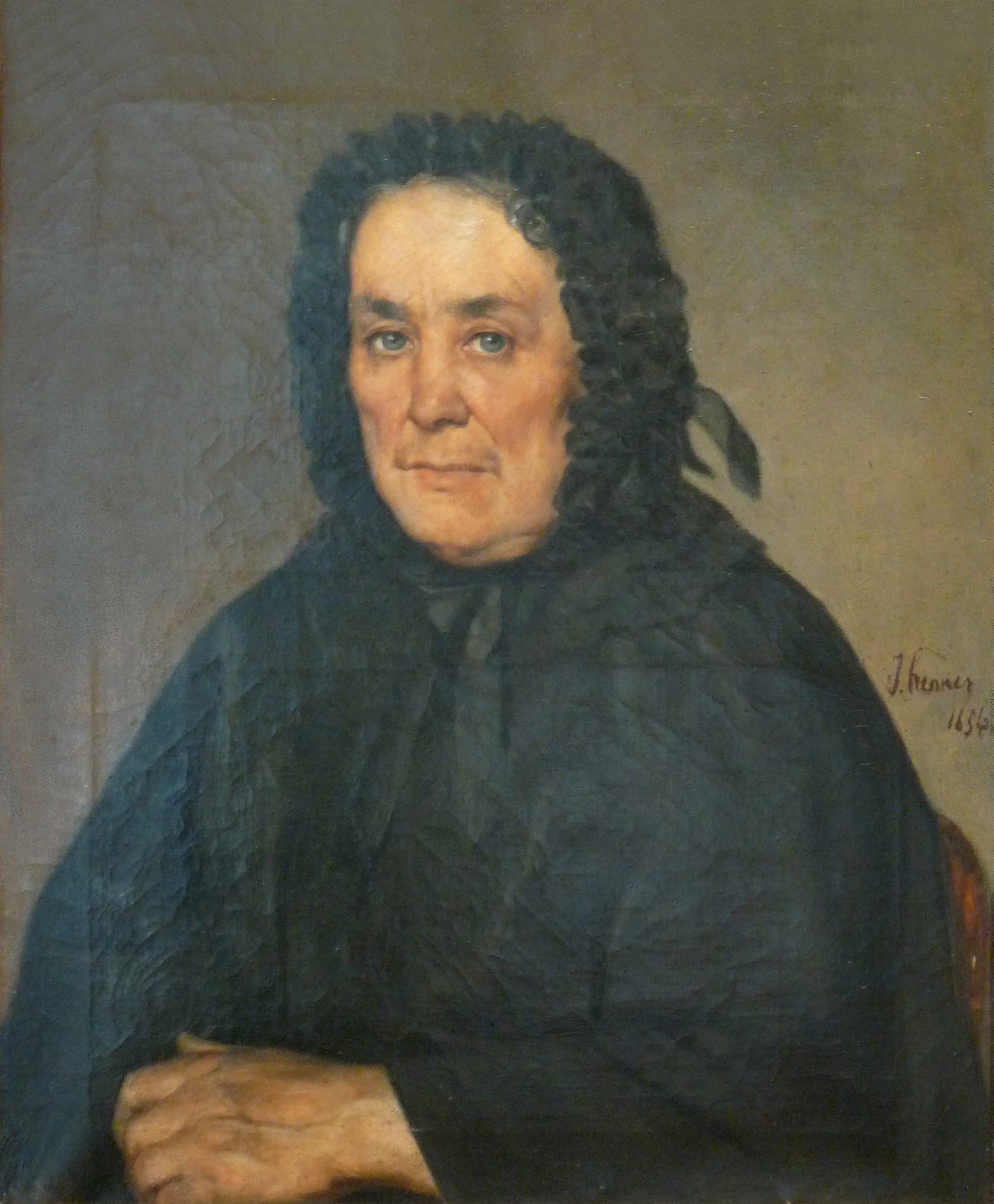
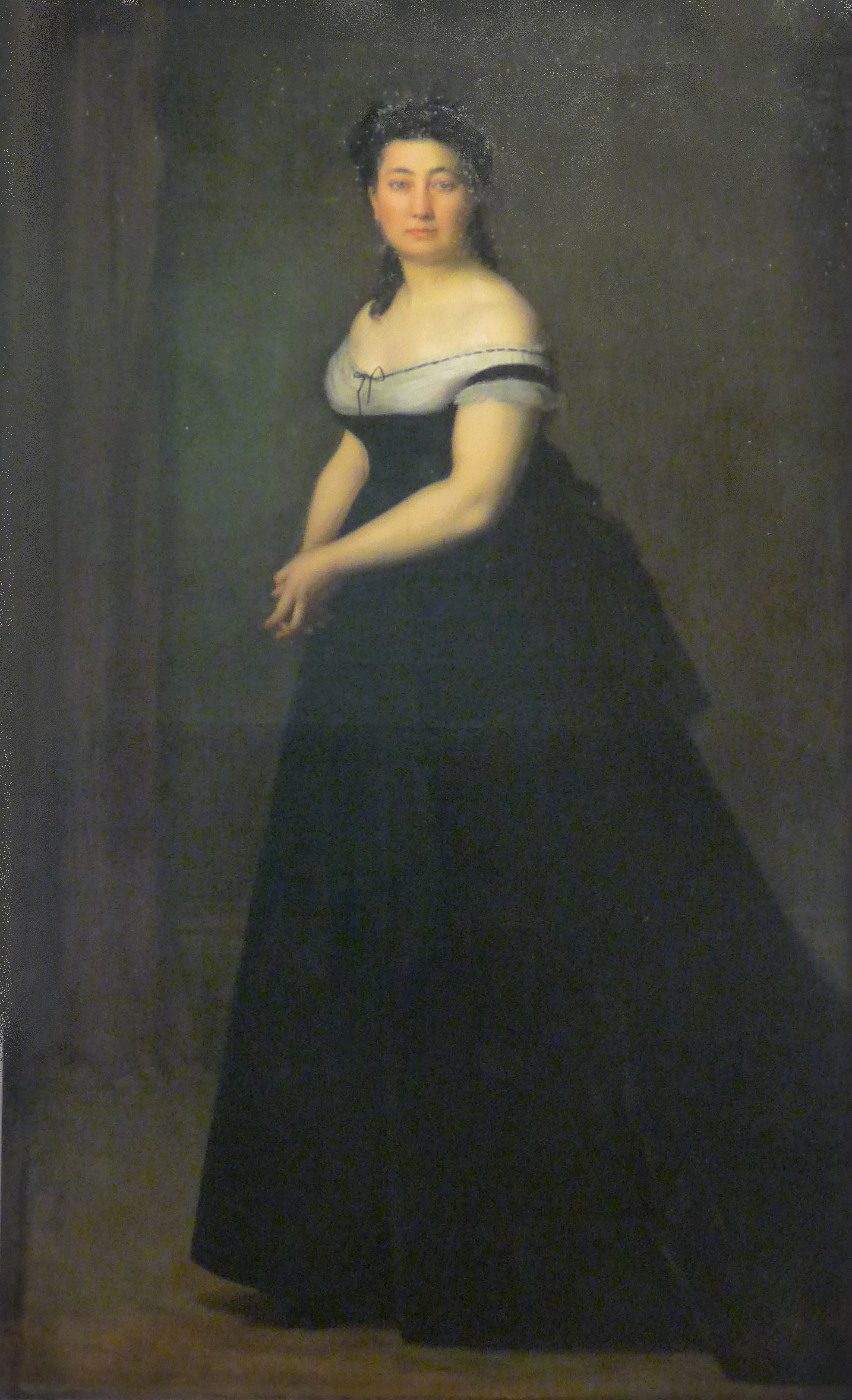
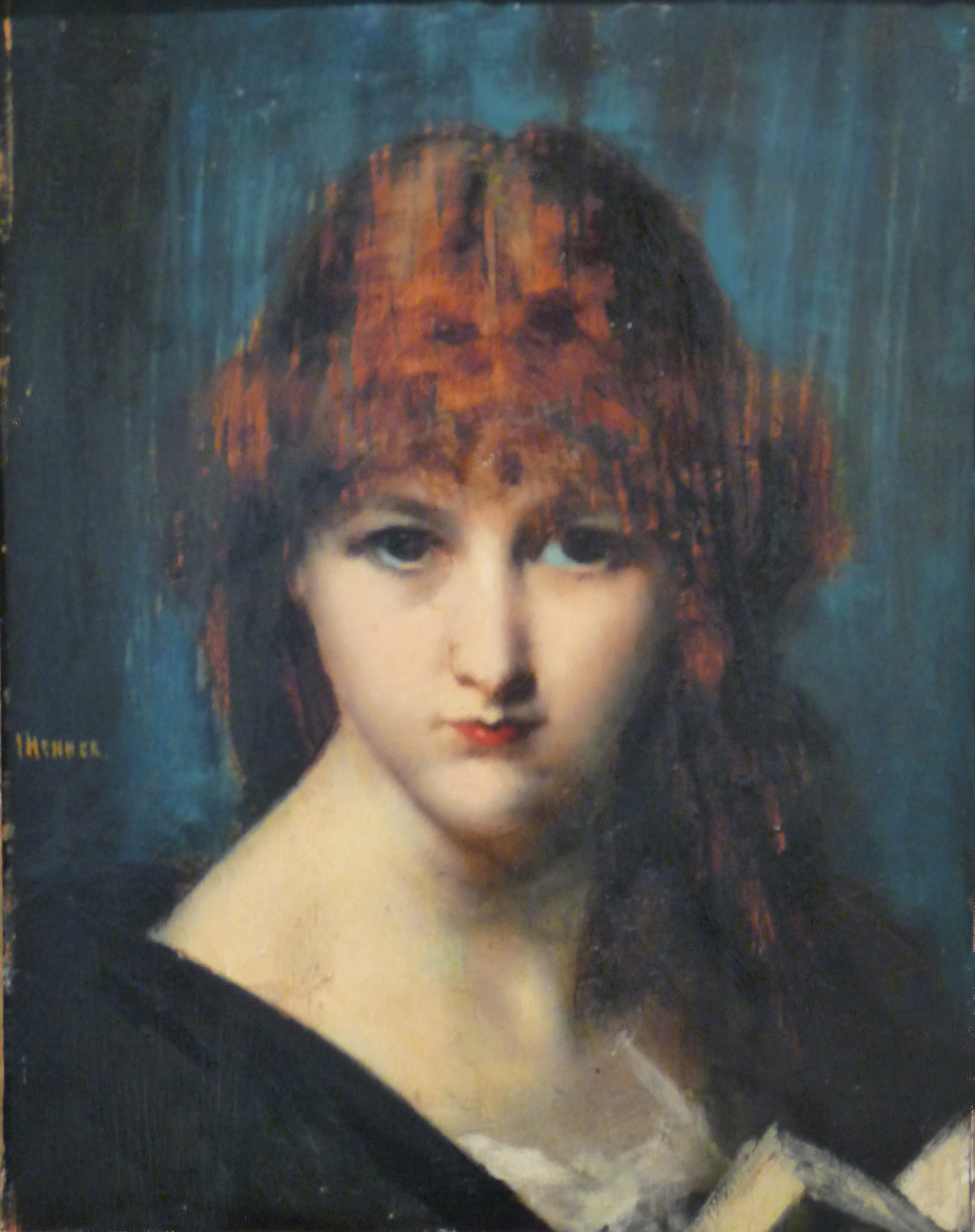
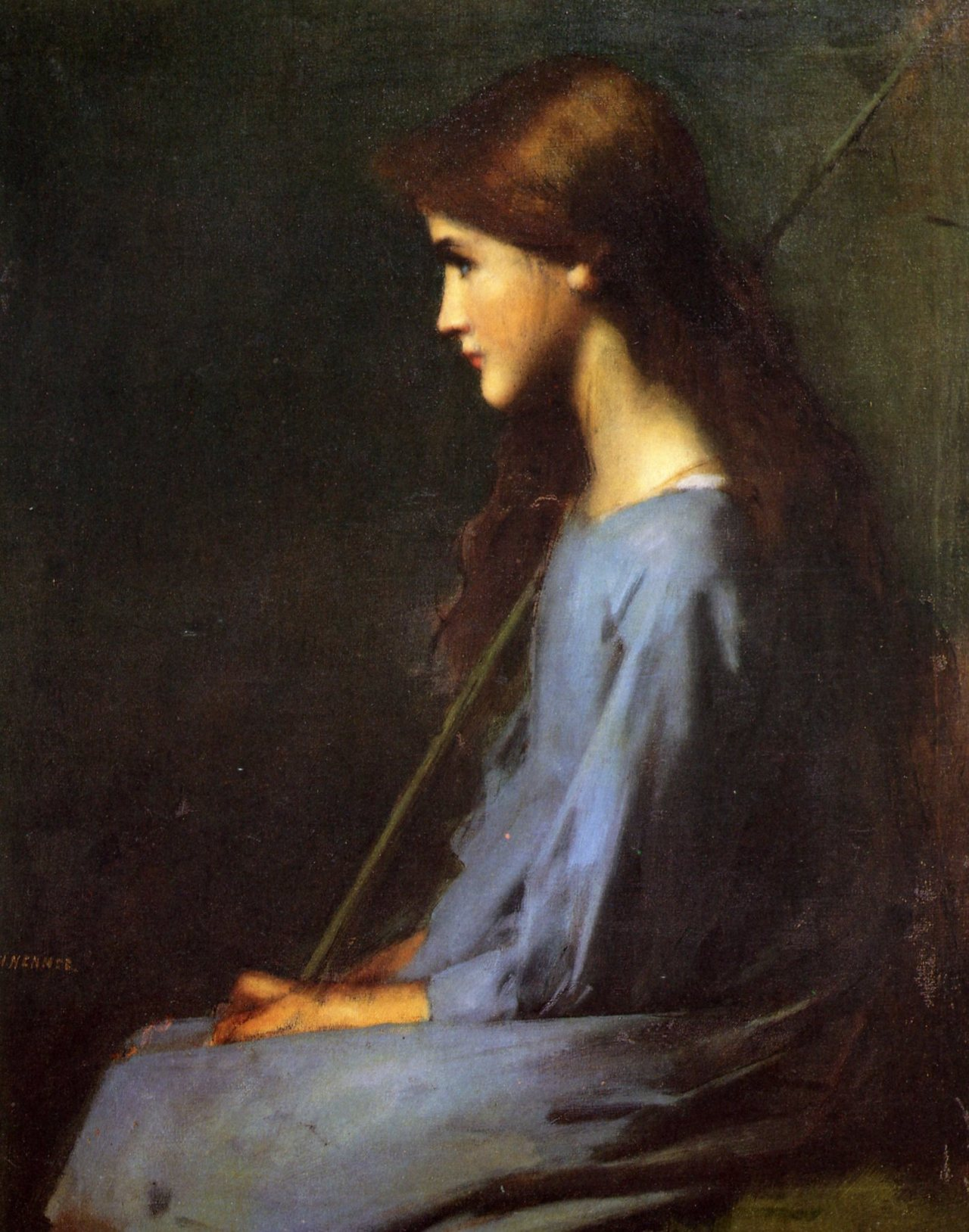
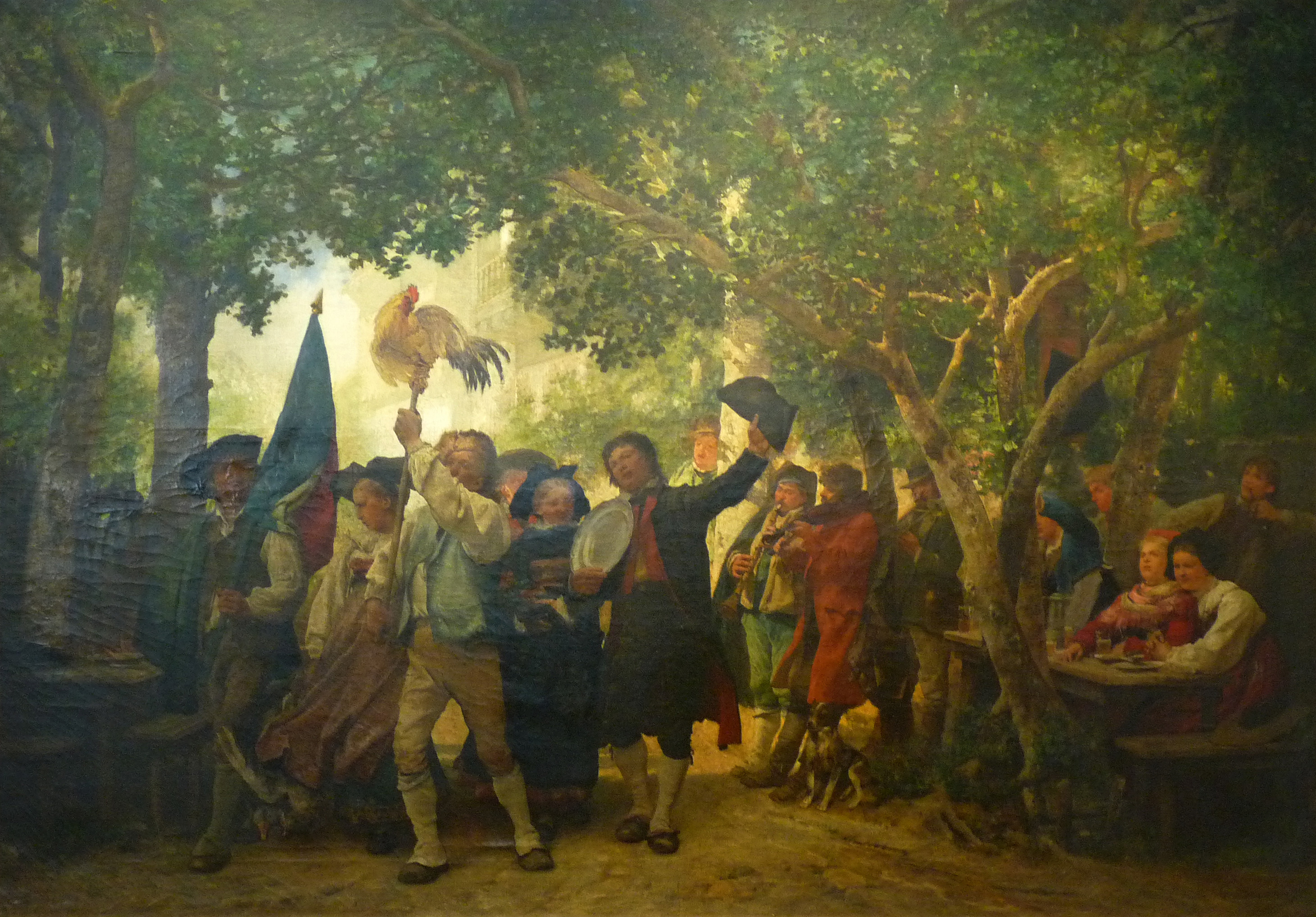
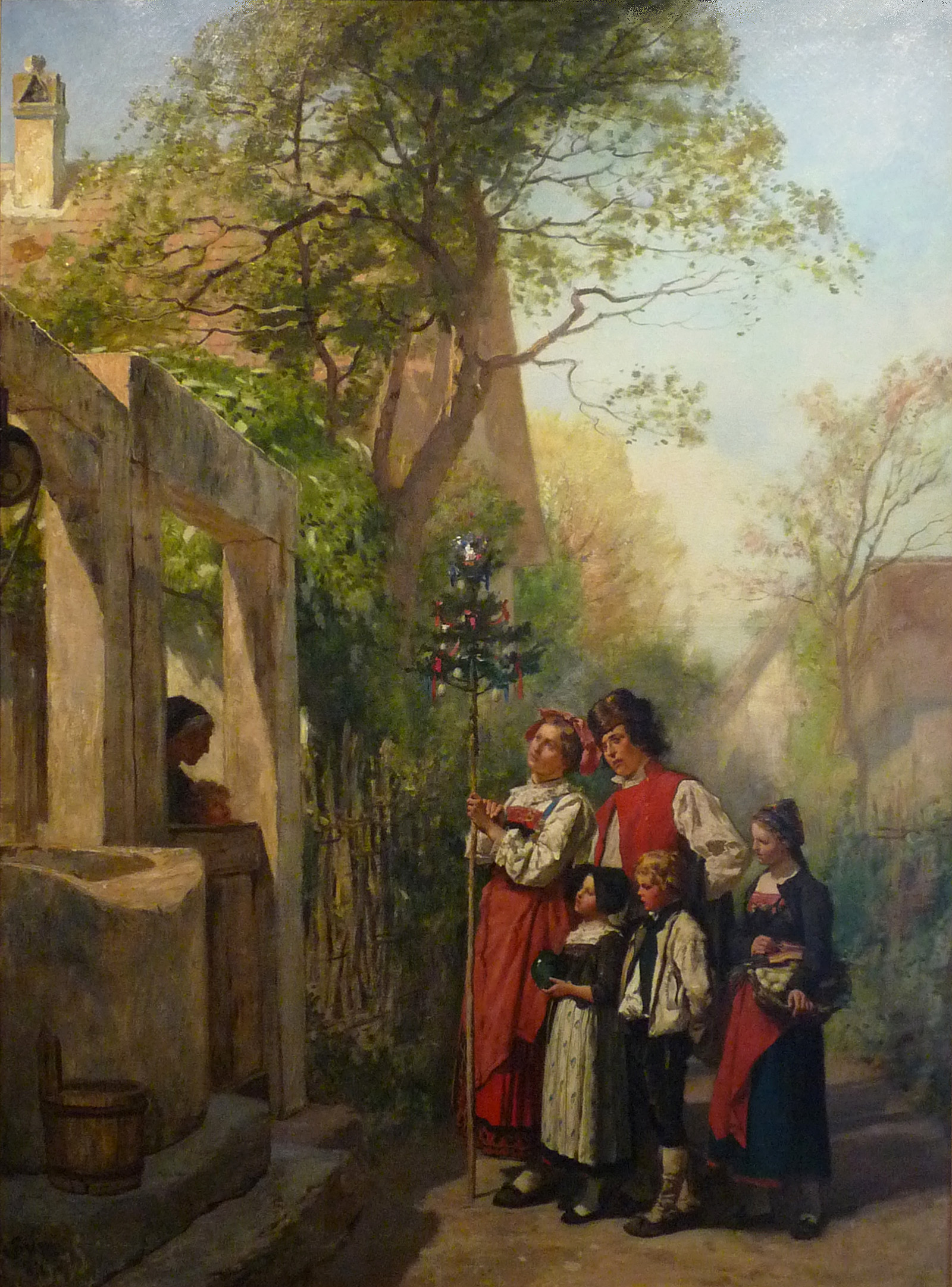
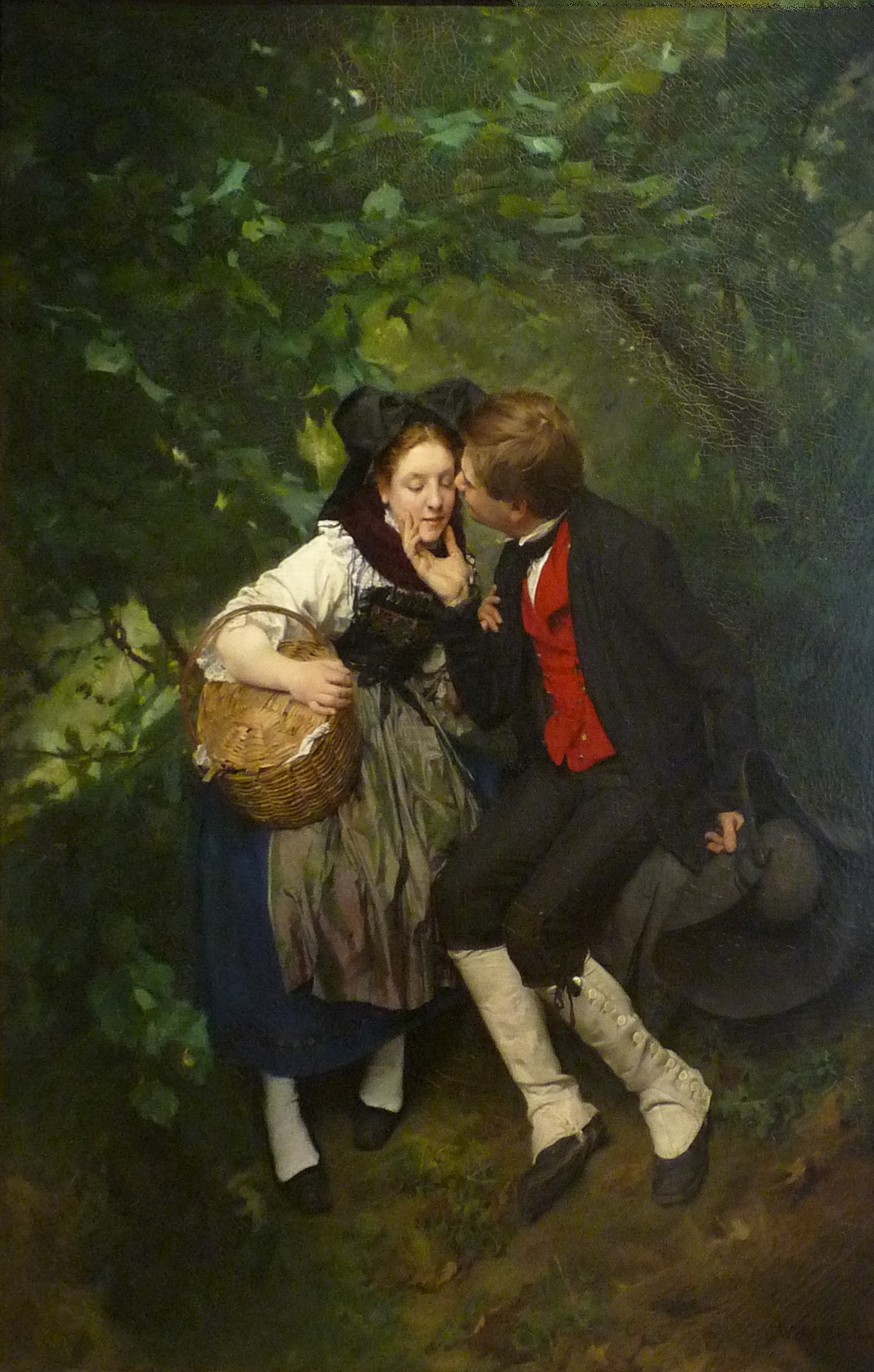
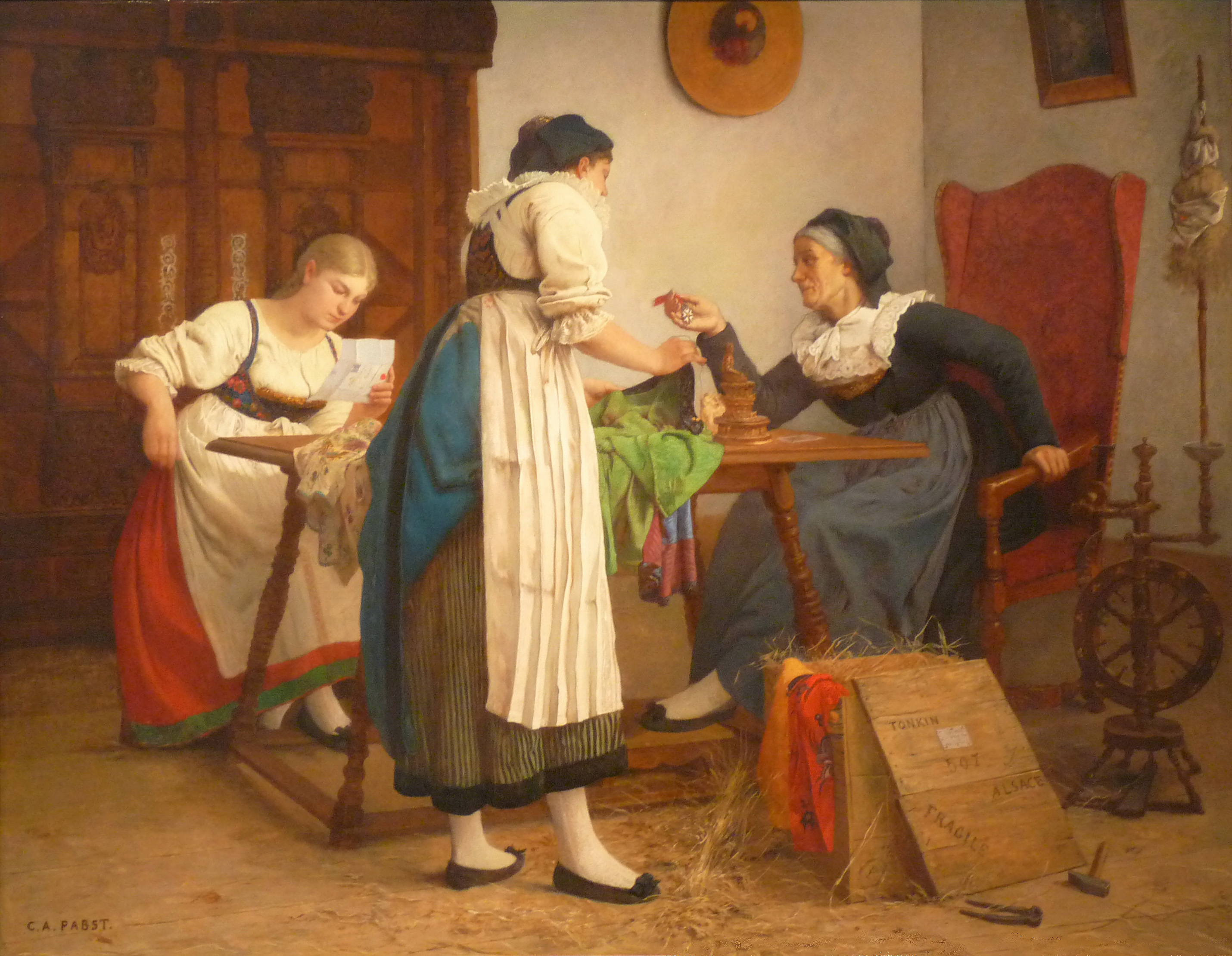
بسته‌ای از توکین
۱۸۸۵ م
اثر کامیل آلفرد پابست